# Chōfu (Shimonoseki)

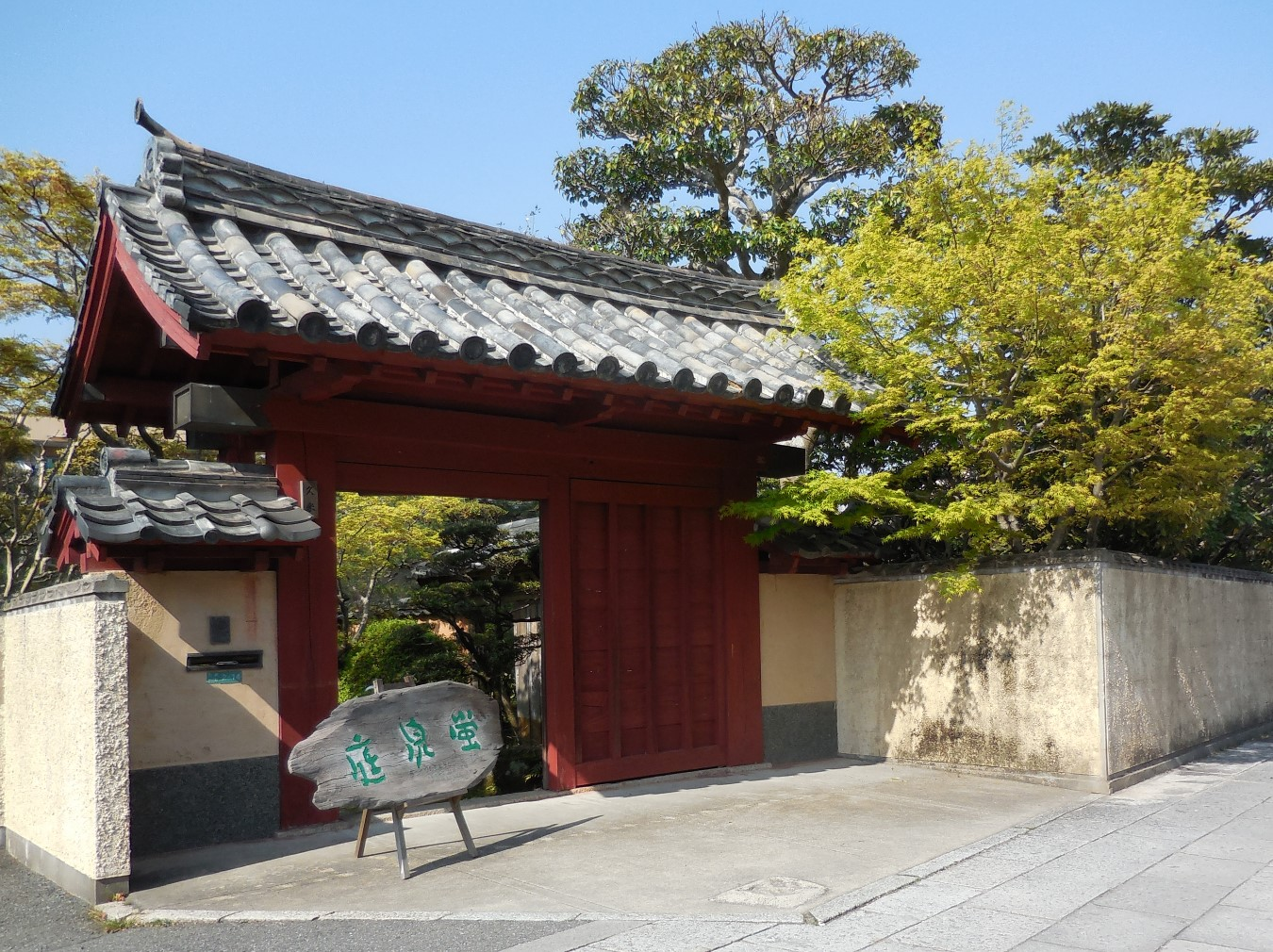
Eingang zu einem Samurai-Grundstück

Chōfu (japanisch 長府) ist eine alte Residenzstadt, in der von 1602 bis 1868 eine Zweigfamilie des Mōri-Klans regierte. Chōfu – nun ein Bezirk von Shimonoseki – vermittelt in einigen Straßenzügen noch immer das Bild einer von Samurai bewohnten Stadt. Chōfu rühmt sich, Ausgangspunkt der Meiji-Restauration (明治維新　発祥之地, Meiji-Ishin Hasshō-no-chi) gewesen zu sein.

## Geschichte
Chōfu, eigentlich Chōshū no kokufu (長門国府), war in alten Zeiten Hauptstadt der Provinz Nagato (Chōshū). 1602 wurde sie Sitz des Lehens Chōfu, einem Zweig des Lehens Chōshū, die beide vom Mōri-Klan regiert wurden. Die Stadt bezeichnet sich selbst als Jōkamachi (Burgstadt), besitzt aber keine Burg, da die Mōri sich mit einem „Festen Haus“ (陣屋, jin’ya) begnügten. Die Mōri und ihre Untertanen waren entschiedene Gegner des Tokugawa-Shogunats. Es war dann Takasugi Shinsaku (1839–1867), der in der Stadt eine Truppe, (騎兵隊, Kiheitai), aufstellte, die die mit ihren Aktivitäten den Sturz des Shogunats einleitete.
Mit der Einrichtung des modernen Verwaltungswesens wurde Chōfu zum 1. April 1889 als Dorfgemeinde (mura) im Landkreis Toyoura klassifiziert, zum 1. April 1911 zur Kleinstadt (chō) heraufgestuft, jedoch bereits am 26. März 1937 der Gemeinde Shimonoseki als Bezirk (chiku) zugeschlagen, d. h. einzelnen Stadtteile Chōfus wurden zu Stadtteilen Shimonosekis.

## Sehenswürdigkeiten
Die durch eine einfache Mauer geschützte Residenz der Mōri liegt am Westrand der Stadt. Sie bildet einen kleinen Gebäudekomplex, zu dem ein Garten mit einem Teich gehört. Einige Schiebetüren (Fusuma) sind von Kawabata Gyokushō (1842–1913), einem Maler der Nihonga-Schule, ausgemalt. In einem Zimmer wird darauf hingewiesen, dass Kaiser Meiji dort übernachtet hat.
Der Imi-no-Miya-Schrein (忌宮神社) führt seine Geschichte bis in das Jahr 193 zurück, als er vom legendären Kaiser Chūai und der Kaiserin gegründet wurde. Seit der Heian-Zeit ist er unter dem gegenwärtigen Namen bekannt. In der ausgedehnten Anlage gibt es Schreine für die Tempelgründer und weitere verehrte Personen.
Der Kōzan-ji ist eine Tempelanlage am Nordrand der Stadt, deren Haupthalle von 1320 das früheste Beispiel für Zen-Architektur in Japan ist. Sie ist als Nationalschatz registriert.
Das Chōfu-Museum (長府博物館, Chōfu Hakubutsukan), neben dem Kōzan-ji, ist ein Heimatmuseum der Stadt Shimonoseki. Beginnend mit dem Kultur-Austausch mit Korea zeigt das Museum das Mittelalter, die Neuzeit, natürlich unter Berücksichtigung der Mōri-Herrschaft und der Bakumatsu-Zeit und dann die Gegenwart anhand von Objekten, Schriftstücken.
Straßenzüge, in denen sich die Struktur der Samurai-Anwesen erhalten hat, finden sich entlang des Flüsschens Dangu (壇具川), der sich durch die Stadt schlängelt, an Querstraßen wie Furue-kōji oder Yokomakura-kōji. Hinter den gelben Lehmmauern stehen heute moderne Wohnhäuser, aber es sind immer noch die stillen Straßen der Edo-Zeit.

## Stadtteile
Der Bezirk Chōfu (長府地区, Chōfu chiki) besteht aus folgenden Stadtteilen:
- Chidorigaokachō (千鳥ヶ丘町)
- Chōfu-An’yōji (長府安養寺)
- Chōfu-Doinouchichō (長府土居の内町)
- Chōfu-Egemachi (長府江下町)
- Chōfu-Furueshōjichō (長府古江小路町)
- Chōfu-Hagoromochō (長府羽衣町)
- Chōfu-Hagoromo-minamimachi (長府羽衣南町)
- Chōfu-Hamaurachō (長府浜浦町)
- Chōfu-Hamaura-minamimachi (長府浜浦南町)
- Chōfu-Hamaura-nishimachi (長府浜浦西町)
- Chōfu-Higashisamuraimachi (長府東侍町)
- Chōfu-Hinodechō (長府日の出町)
- Chōfu-Hōjōchō (長府豊城町)
- Chōfu-Innaichō (長府印内町)
- Chōfu-Kamenokō (長府亀の甲)
- Chōfu-Kanayachō (長府金屋町)
- Chōfu-Kanayahamachō (長府金屋浜町)
- Chōfu-Kawabata (長府川端)
- Chōfu-Kojōchō (長府古城町)
- Chōfu-Kon’yachō (長府紺屋町)
- Chōfu-Kuromonchō (長府黒門町)
- Chōfu-Kuromon-higashimachi (長府黒門東町)
- Chōfu-Kuromon-minamimachi (長府黒門南町)
- Chōfu-Maeyahatachō (長府前八幡町)
- Chōfu-Manjuchō (長府満珠町)
- Chōfu-Manjushinmachi (長府満珠新町)
- Chōfu-Matsubarachō (長府松原町)
- Chōfu-Matsuoda-higashimachi (長府松小田東町)
- Chōfu-Matsuoda-honmachi (長府松小田本町)
- Chōfu-Matsuoda-kitamachi (長府松小田北町)
- Chōfu-Matsuoda-minamimachi (長府松小田南町)
- Chōfu-Matsuoda-nakamachi (長府松小田中町)
- Chōfu-Matsuoda-nishimachi (長府松小田西町)
- Chōfu-Minaminochō (長府南之町)
- Chōfu-Minatomachi (長府港町)
- Chōfu-Mishimachō (長府三島町)
- Chōfu-Miyanouchichō (長府宮の内町)
- Chōfu-Miyazakichō (長府宮崎町)
- Chōfu-Mukaidachō (長府向田町)
- Chōfu-Nakadoi-honmachi (長府中土居本町)
- Chōfu-Nakadoi-kitamachi (長府中土居北町)
- Chōfu-Nakahamachō (長府中浜町)
- Chōfu-Nakanochō (長府中之町)
- Chōfu-Nakaochō (長府中尾町)
- Chōfu-Nakaroppachō (長府中六波町)
- Chōfu-Nogurumechō (長府野久留米町)
- Chōfu-Ōgimachi (長府扇町)
- Chōfu-Ōsakachō (長府逢坂町)
- Chōfu-Saigawa (長府才川)
- Chōfu-Samuraimachi (長府侍町)
- Chōfu-Shinmatsubarachō (長府新松原町)
- Chōfu-Shinshiōjichō (長府新四王司町)
- Chōfu-Shiōjichō (長府四王司町)
- Chōfu-Sotourachō (長府外浦町)
- Chōfu-Sōshamachi (長府惣社町)
- Chōfu-Takabachō (長府高場町)
- Chōfu-Tamanourachō (長府珠の浦町)
- Chōfu-Toyorachō (長府豊浦町)
- Chōfu-Yahatachō (長府八幡町)
- Maeda (前田)[Anm 2]
- Tanahata (高畑)
- Yume Town (ゆめタウン)

## Bilder

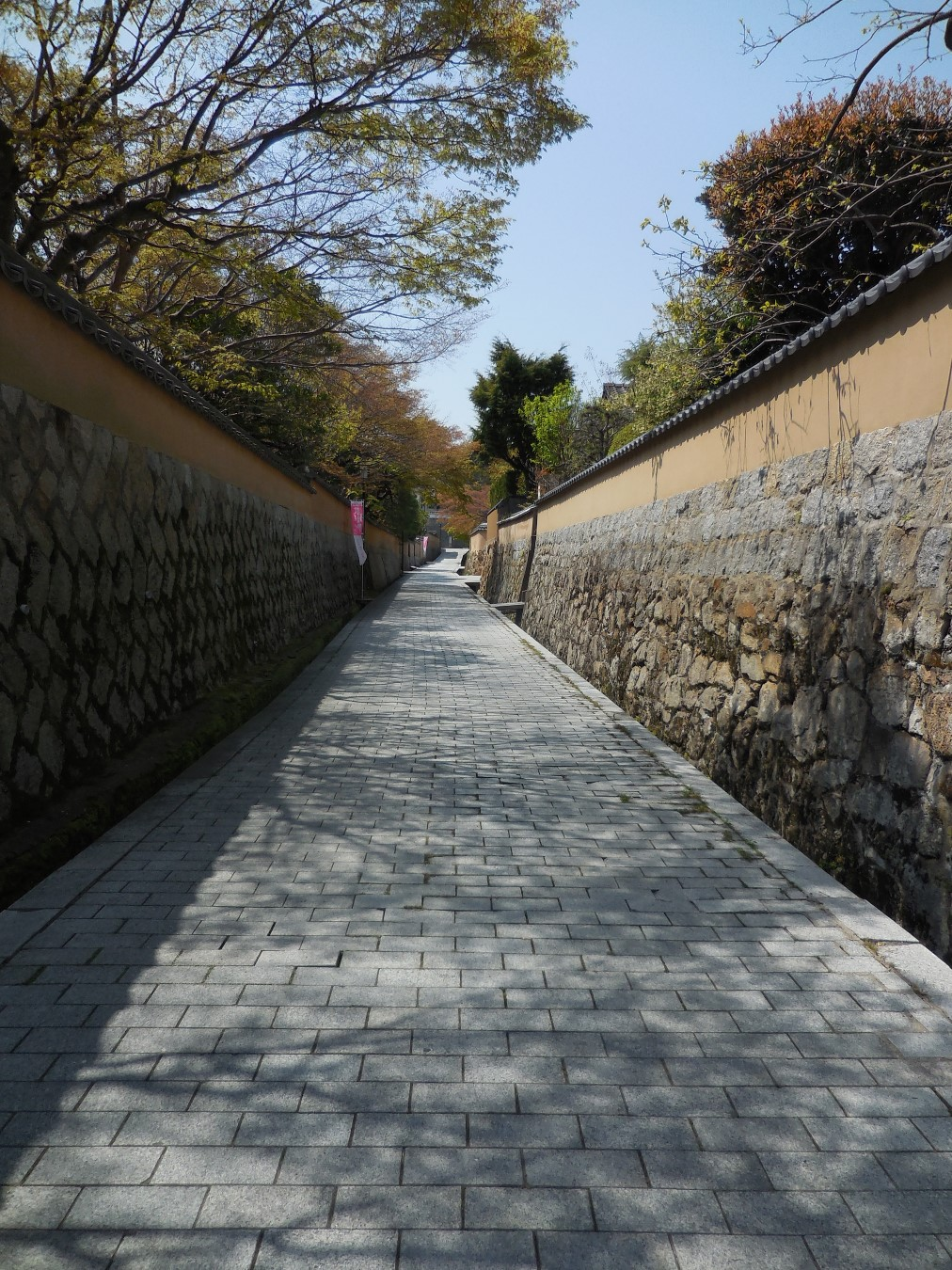
Stille Straße in Chōfu
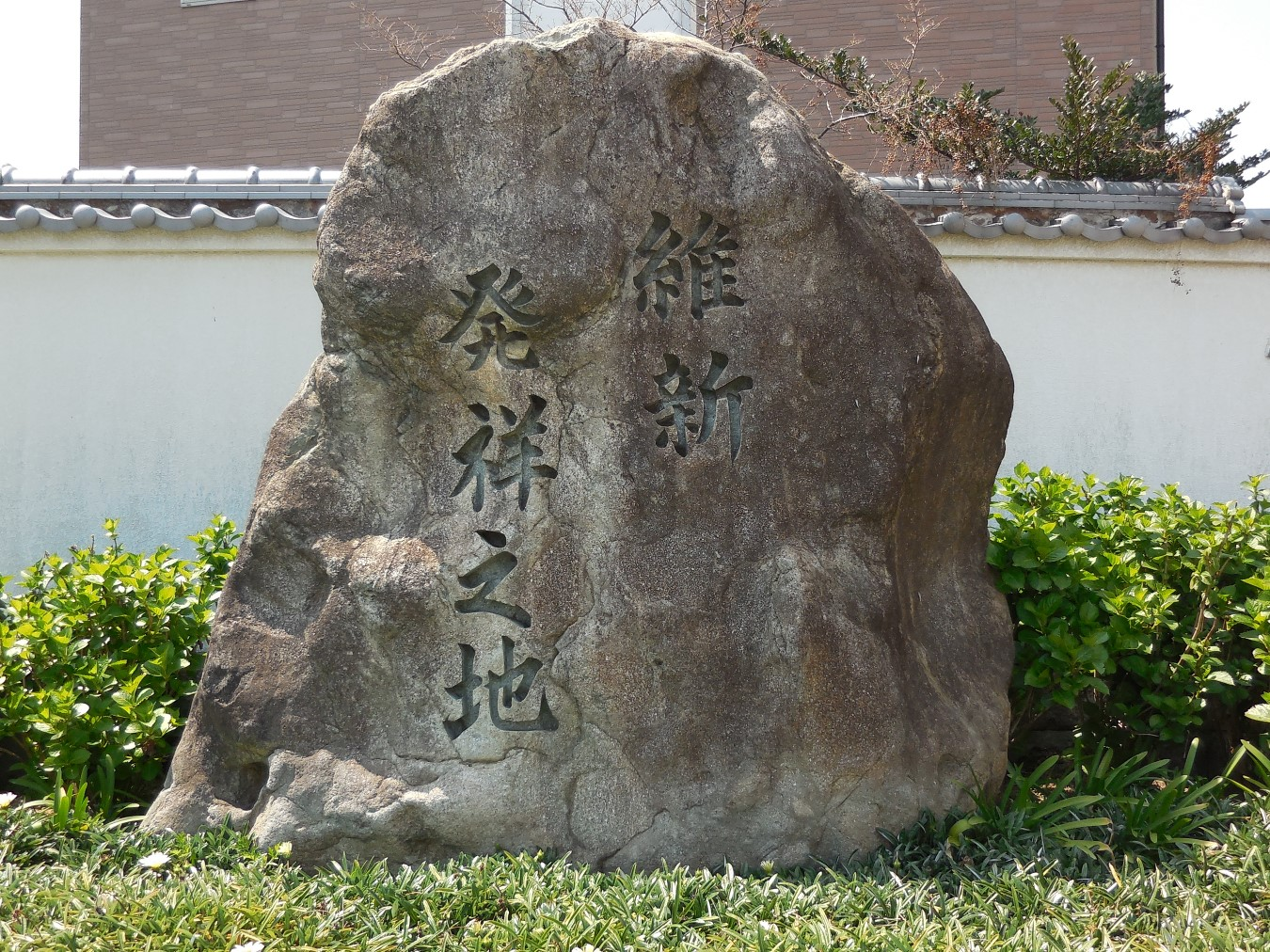
Gedenkstein: Chōfu Ausgangspunkt der Meiji-Restauration
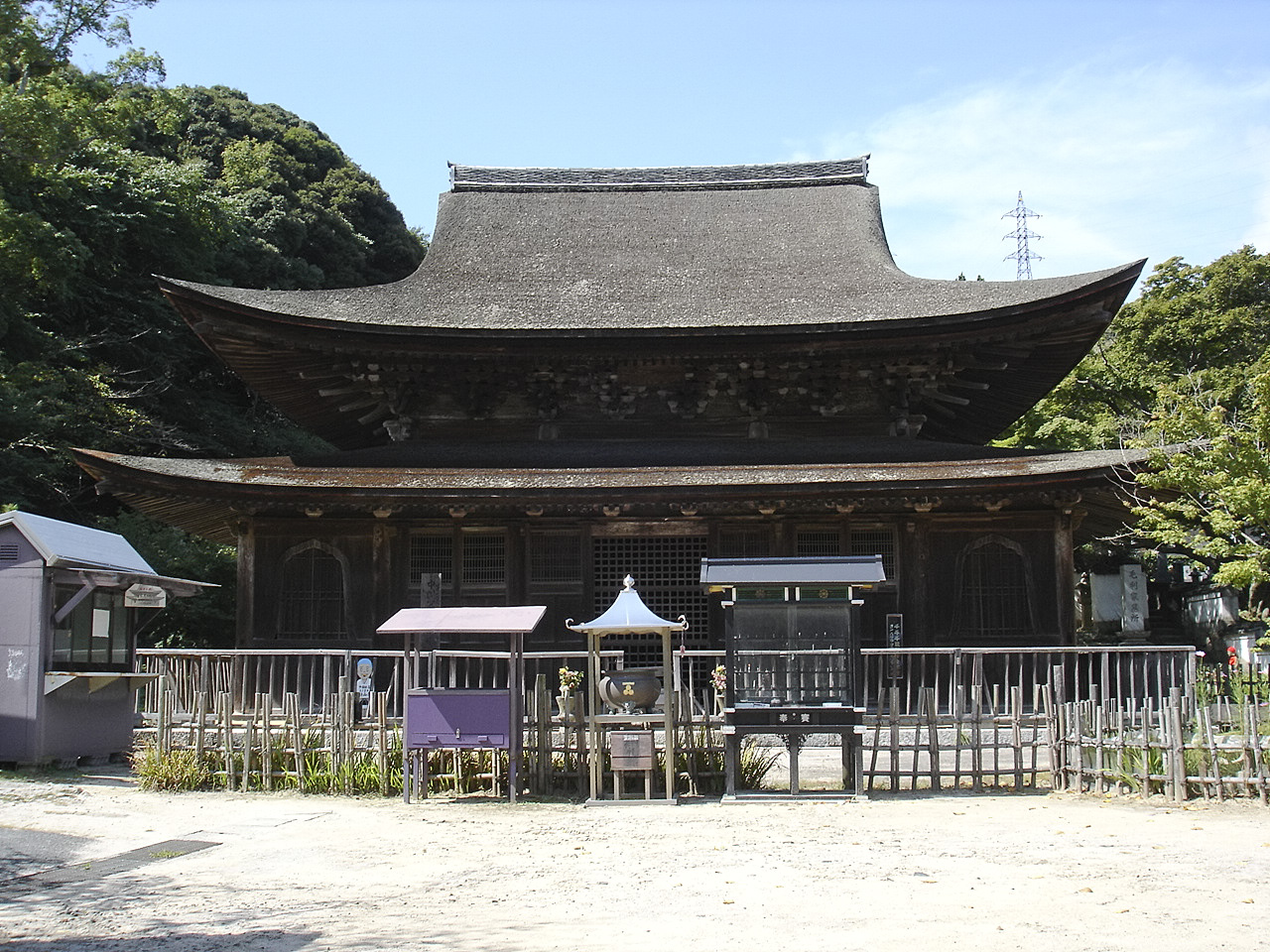
Haupthalle des Kōzan-ji
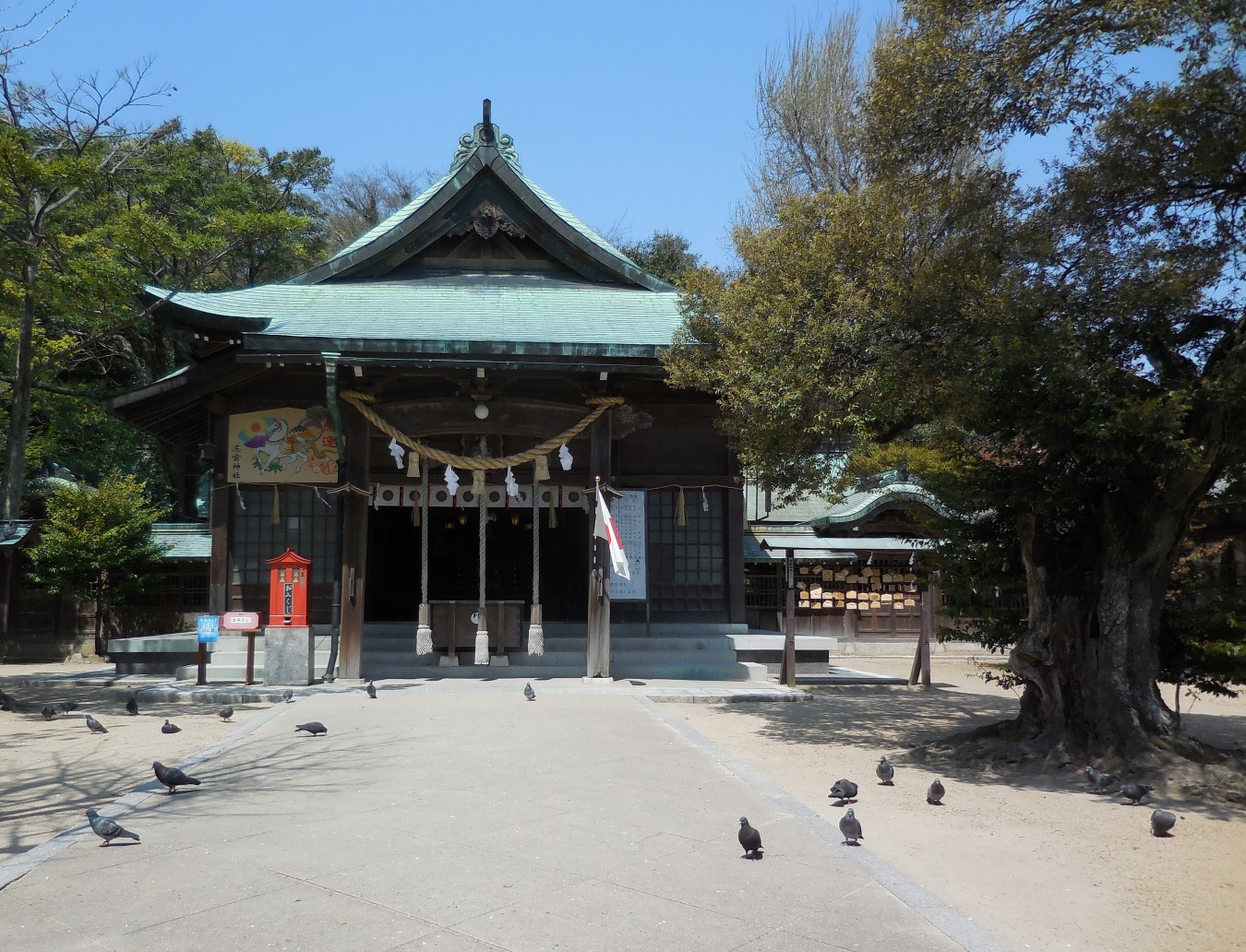
Schreingelände des Imi no Miya
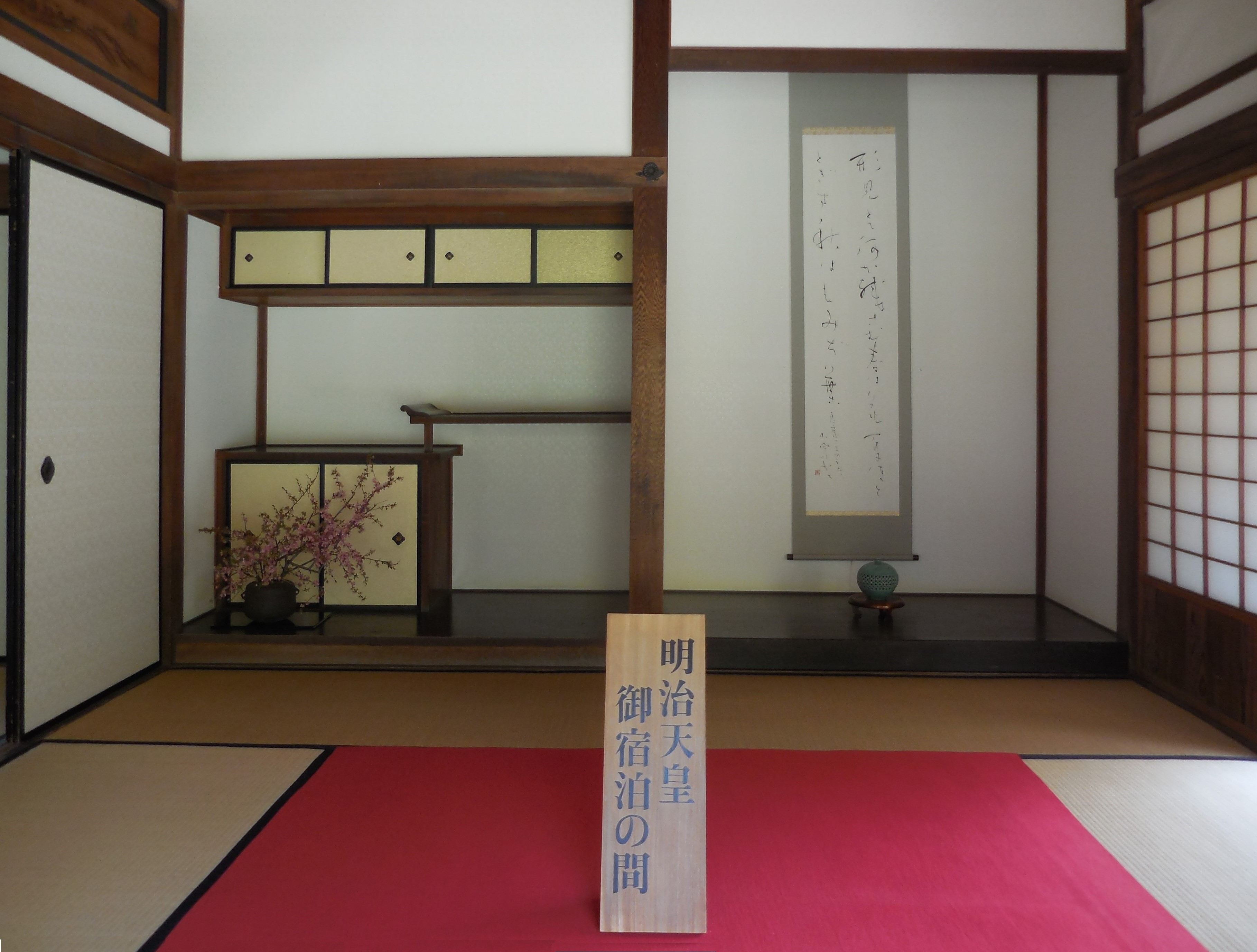
Zimmer des Kaisers Meiji in der Residenz
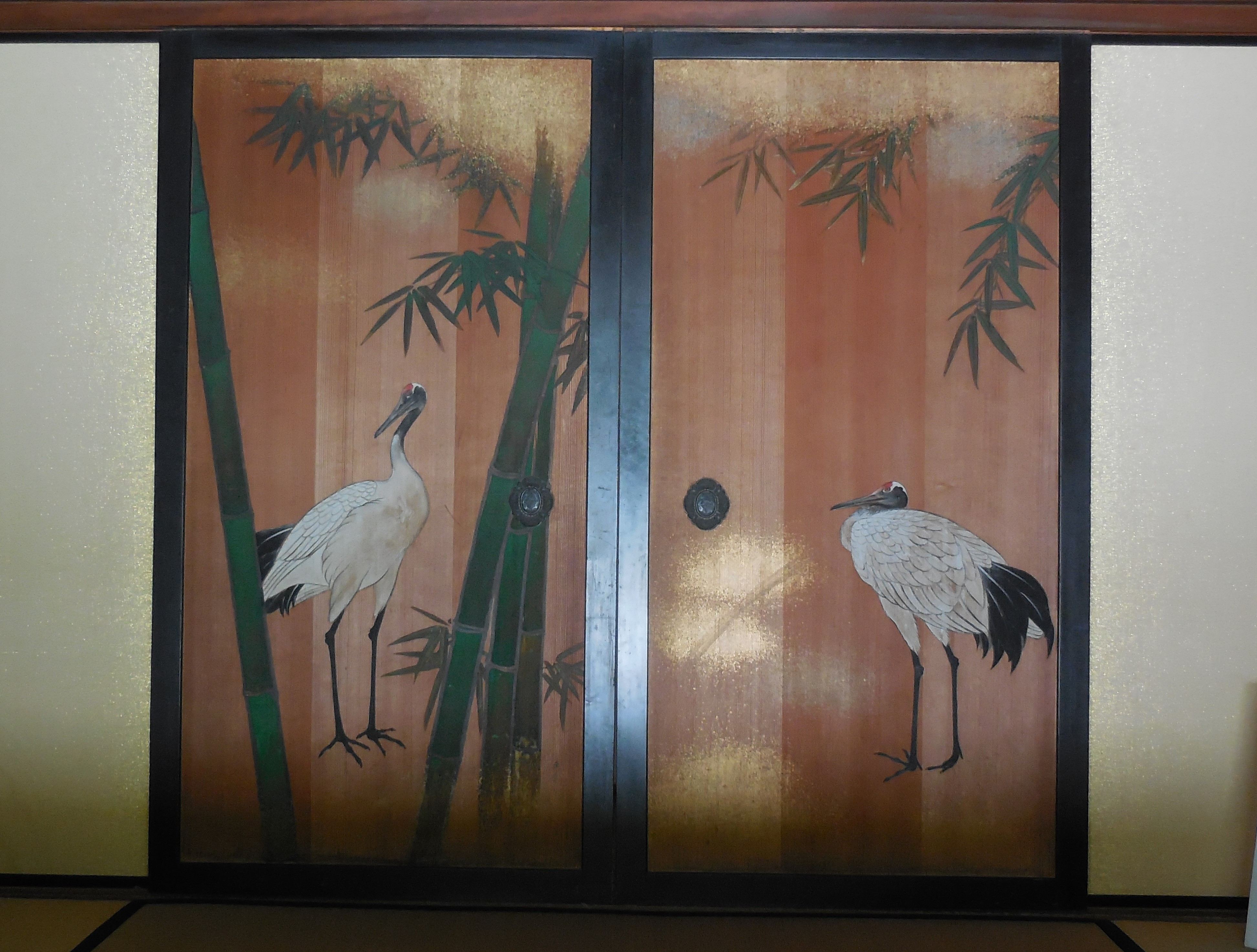
Schiebetüren, bemalt von Kawabata
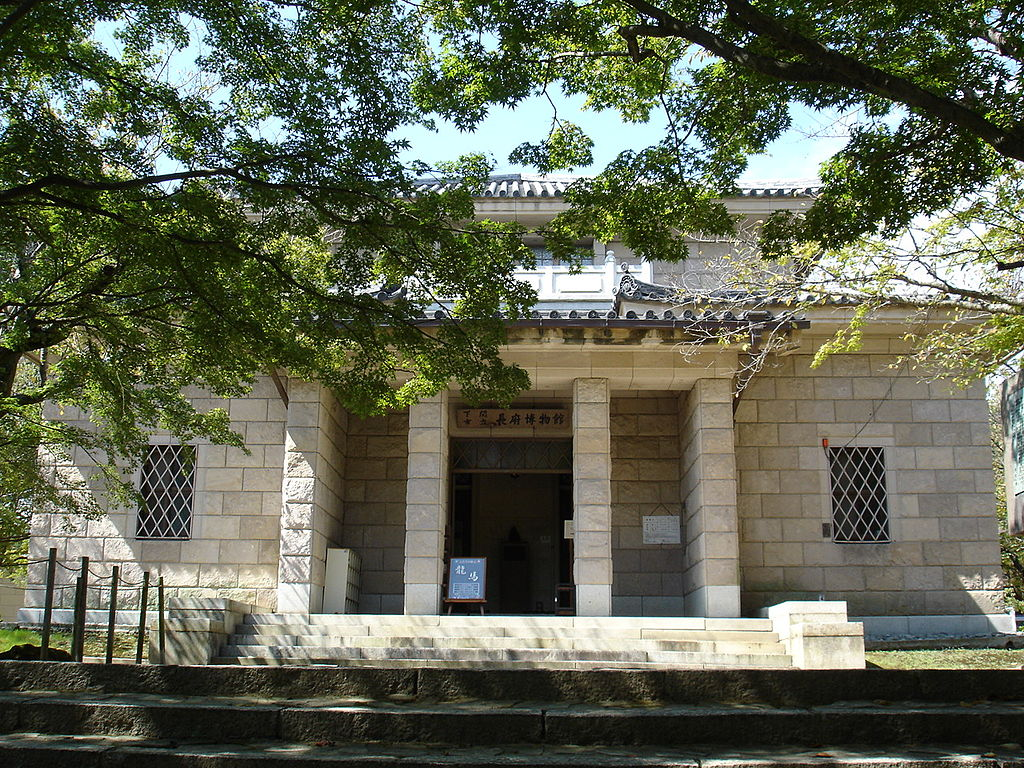
Chōfu-Museum